# Ferdynand Biesiekierski
Ferdynand Erazm Biesiekierski herbu Pomian (ur. 9 czerwca 1795 w Ludzisku, zm. wrzesień 1852 w Płowcach) – polski szlachcic, ekonomista i historyk. 

## Życiorys
Jego ojcem był Antoni Dezydery Biesiekierski, szambelan króla Stanisława Augusta Poniatowskiego i kasztelan kowalski, a matką Anna Aniela Biesiekierska z Dąmbskich. W 1820 roku ożenił się z Teklą Kraszewską, późniejszą powieściopisarką. Mieli trójkę dzieci: Włodzimierza (ur. 1821, zm. 1904), Barbarę Franciszkę (ur. 1822, zm. 1823) i Jana Rudolfa (ur. 1826, zm. 1890).
Brał udział w powstaniu listopadowym jako podporucznik w 11 Pułku Piechoty Liniowej. Był właścicielem majątku w Pomarzanach. Pełnił funkcję sędziego pokoju dla powiatu łęczyckiego oraz radcy Towarzystwa Kredytowego Ziemskiego. 
Przez lata zajmował się również systematyzowaniem wszelkich opracowań związanych z prawem, ekonomią i administracją. W Archiwum PAN przechowywany jest rękopis jego dzieła pt. O źródłach wszelkich praw oraz nauk w związku z prawodawstwem. Praca podzielona jest na 27 traktatów, zawierających wykaz, opisy oraz recenzje dzieł polskich, francuskich, niemieckich, włoskich i angielskich. 
W 1849 roku w „Bibliotece Warszawskiej” opublikował pracę Zarębianka, czyli wyrok na karę śmierci niesłusznie zapadły, w której przybliża historię stosowania kary śmierci w Europie, podając przykład Zofii Zarębianki, w 1776 roku skazanej niesłusznie na śmierć za dzieciobójstwo. W 1851 roku w „Gońcu Polskim” i w „Dzienniku Warszawskim” opublikowano fragmenty jego pracy Stopniowy wzrost oświaty w Polsce od roku 968 do roku 1622. Publikował także w „Tygodniku Rolniczo-Technologicznym”, opisując m.in. doświadczenia ze stosowania saletry w jego gospodarstwie. Z jego prac i zbiorów korzystał Kajetan Kraszewski przy tworzeniu dzieła Ze wspomnień kasztelanica.
Pod koniec życia mieszkał wraz z żoną na Nowym Świecie w Warszawie. Zmarł w Płowcach, w majątku syna Włodzimierza, w 1852 roku. Został pochowany na cmentarzu w Witowie.